# Ромащенко, Сергей Витальевич
Сергей Витальевич Ромащенко (20 марта 1987, Уштобе, Алма-Атинская область — 16 декабря 2005, Москва) — российский автогонщик, мастер спорта России. Победитель монокубка «Формула Русь» 2005 года.

## Биография
С 6 лет жил в Люберцах.
В 2004 году с серебряной медалью окончил Люберецкую гимназию № 41, в том же году стал студентом Института национальной и мировой экономики Государственного университета управления.
Участвовал в чемпионате «Формула Русь», в 2005 году стал победителем этого монокубка.
Погиб в результате ДТП на 36 км МКАД. С машиной Владимира Черных, руководителя картинговой команды «N&A Racing Team», который подвозил Ромащенко, допустил столкновение водитель (так и не установленный следствием), скрывшийся с места ДТП. Потерявшая управление от полученного удара «девятка» залетела под стоявший грузовик дорожной службы. Ромащенко и Черных погибли.